# Mike Iupati
Michael Iupati, detto Mike (Vaitogi, 12 maggio 1987), è un ex giocatore di football americano statunitense che ha militato nel ruolo di offensive guard nella National Football League (NFL). Al college giocò a football all'università dell'Idaho.

## Carriera professionistica

### San Francisco 49ers
Al draft NFL 2010 fu selezionato come 17ª scelta assoluta dai San Francisco 49ers. Il 30 luglio firmò un contratto di 5 anni per 18,25 milioni di dollari di cui 10,8 garantiti.
Debuttò nella NFL il 12 settembre 2010 contro i Seattle Seahawks indossando la maglia numero 77.
Il 26 dicembre 2012, Mike fu convocato per il primo Pro Bowl in carriera come titolare della NFC e il 12 gennaio 2013 fu inserito nel First-team All-Pro. Il 3 febbraio 2013 Mike partì come titolare nel Super Bowl XLVII ma i 49ers furono sconfitti 34-31 dai Baltimore Ravens.
Iupati fu nuovamente convocato per il Pro Bowl nelle due stagioni successive.

### Arizona Cardinals
Il 10 marzo 2015, Iupati firmò un contratto quinquennale del valore di 40 milioni di dollari con gli Arizona Cardinals. A fine stagione, fu convocato per il quarto Pro Bowl in carriera ed inserito nel Second-team All-Pro.

### Seattle Seahawks
Il 14 marzo 2019, Iupati firmò un contratto di un anno con i Seattle Seahawks.

## Palmarès

### Franchigia
- National Football Conference Championship: 1

San Francisco 49ers: 2012

### Individuale
- Convocazioni al Pro Bowl: 4

2012, 2013, 2014, 2015
- First-team All-Pro: 1

2012
- Second-team All-Pro: 1

2015
- PFWA All-Rookie Team - 2010